# Razdolnaja (obwód wołogodzki)
Razdolnaja (ros. Раздольная) – wieś w Rosji, w rejonie mieżdurieczeńskim obwodu wołogodzkiego. W 2010 r. liczyła 1 mieszkańca.